# Eat at Home
Eat at Home (englisch für „zu Hause essen“) ist ein Lied des britischen Musikers Paul McCartney und seiner Ehefrau Linda McCartney, das 1971 als Single A-Seite und auf dem Musikalbum Ram veröffentlicht wurde. Komponiert wurde es von Paul McCartney. Es war die zweite Singleveröffentlichung in Deutschland von Paul McCartney nach der Auflösung von dessen Band The Beatles.

## Hintergrund

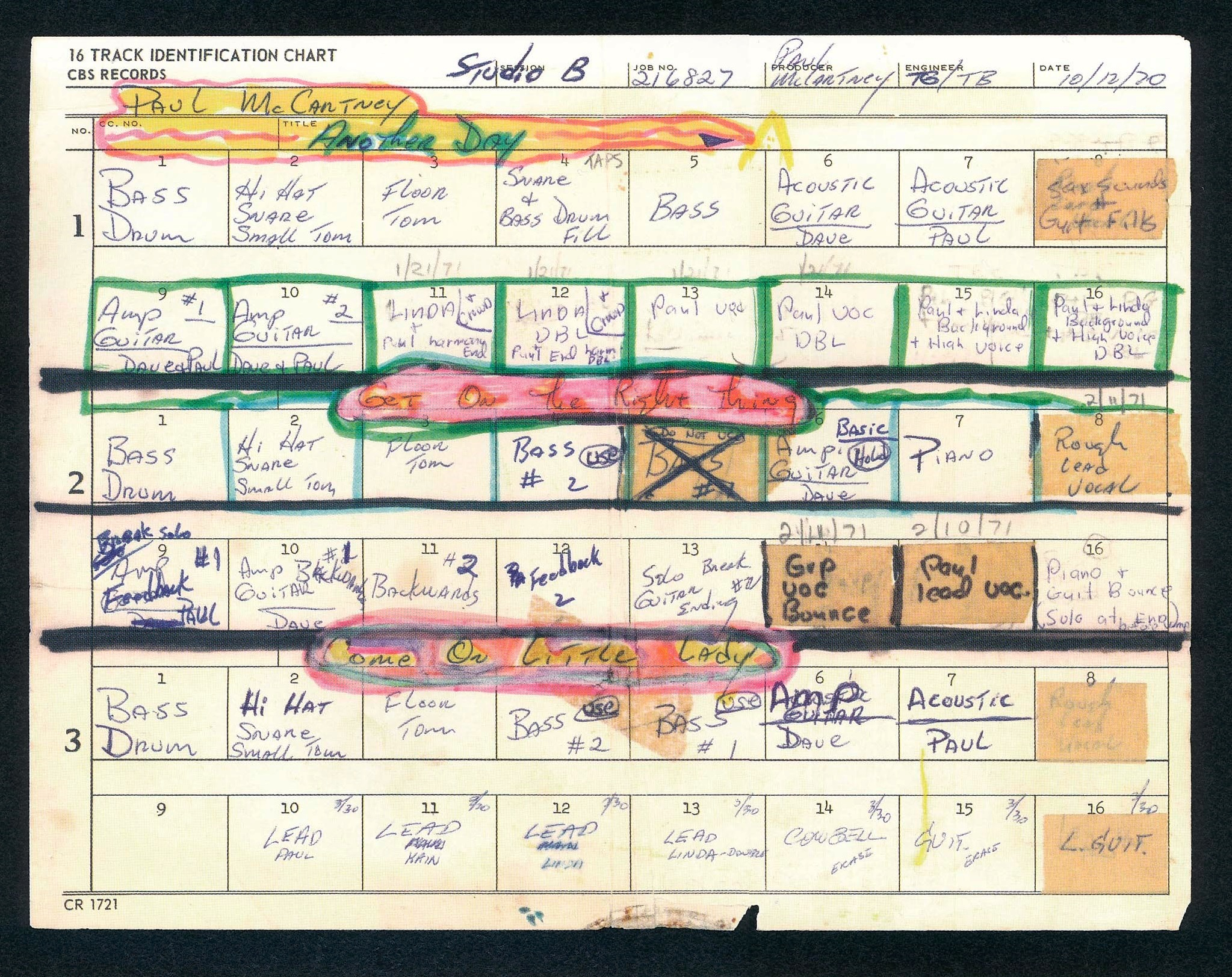
CBS Studios-Aufnahmebogen für drei Lieder der Ram-Sessions: Another Day, Get on the Right Thing, Eat at Home (Arbeitstitel: Come on Little Lady)

Im Jahr 1975 wurde Paul McCartney nach dem Lied gefragt und er sagte, es sei „ein Plädoyer für Hausmannskost – es ist obszön“. Der Text ist eine kaum verhüllte Anspielung, wobei Essen als Euphemismus für Sex verwendet wird. In einer 1971er Rezension für das Album Ram beschrieb Jon Landau vom Rolling Stone Eat at Home als einen der beiden einzigen guten Songs, die er auf dem Album mochte, und verglich es auch mit Buddy Holly.
Der Text von Eat at Home wurde 2021 in McCartneys Buch The Lyrics: 1956 To The Present aufgenommen, worin er schreibt: „Musikalisch betrachtet ist “Eat at Home” stark an Buddy Holly angelehnt, der einen Rieseneinfluss auf die Beatles hatte, als wir anfingen, unsere eigenen Songs zu schreiben. Mir gefällt ganz gut, wie ich Buddy Hollys Stottertrick eingebaut und mit dem leicht verzögerten „eat in be-e-e-e-d“ das Blöken eines Schafs nachgeahmt habe. Darauf war ich stolz!“
In Kontinentaleuropa, Australien und Japan entschied die Schallplattengesellschaft Eat at Home als Single aus dem Album Ram auszukoppeln, während man sich in den USA für den Titel Uncle Albert/Admiral Halsey und in Großbritannien The Back Seat of My Car für die Singleauskopplung entschied.
Die Single Eat at Home erreichte Platz 28 in Deutschland. In den Niederlanden erreichte die Single Platz sieben. In den USA erhielt Eat at Home Radio-Airplay, ohne als Single veröffentlicht worden zu sein.
Die Wings spielten Eat at Home während ihrer ersten Europatournee 1972.

## Aufnahme
Eat at Home wurde am 16. Oktober 1970 während der Aufnahmen zum Album Ram in den New Yorker CBS Studios mit Paul und Linda McCartney als Produzenten aufgenommen. Tom Geelan und Jim Guercio waren Toningenieure der Aufnahmen. Im März und April 1971 folgten weitere Overdub-Aufnahmen in den Sunset Sound Recorders Studio in Los Angeles. Die Abmischung des Liedes erfolgte ebenfalls in den Sunset Sound Recorders Studio im April.
Besetzung:
- Paul McCartney: Gesang, E-Gitarre, Bassgitarre
- Linda McCartney: Hintergrundgesang
- David Spinozza: E-Gitarre
- Denny Seiwell: Schlagzeug

## Veröffentlichung
- Am 17. Mai 1971 wurde das Album Ram in den USA (Großbritannien: 28. Mai) veröffentlicht, das unter anderen Eat at Home enthält.
- In Deutschland und anderen kontinentaleuropäischen Ländern sowie Japan, Australien und Neuseeland wurde Eat at Home mit Smile Away als B-Seite veröffentlicht.[3] In Deutschland erschien die Single im August 1971.
- Eat at Home erschien am 7. Mai 2001 auf dem Kompilationsalbum auf Wingspan: Hits and History (Japanische Version).[4]
- Im Mai 2012 wurde Ram, zum dritten Mal remastert, vom Musiklabel Hear Music/Concord Music Group als Teil der Paul McCartney Archive Collection veröffentlicht. Die Download Edition enthält Eat at Home / Smile Away (Live in Groningen, 1972).

## Streit um Linda McCartneys Beteiligung
Bei der Single Another Day wurde Linda McCartney erstmals als Mitautorin genannt, was beim Musikverlag Northern Songs bzw. deren neuem Besitzer ATV Music auf Skepsis stieß. Man bezweifelte, dass eine Fotografin plötzlich zur Komponistin gereift sei und sah in ihrer Nennung vielmehr den Versuch, dem Verlag Tantiemen vorzuenthalten.
Nach Veröffentlichung des Albums Ram, bei dem Linda McCartney sechs Lieder mitkomponierte, weigerte sich ATV Music Linda McCartney Tantiemen auszuzahlen. Paul McCartneys Rechtsanwälte klärten die Angelegenheit allerdings zu seinen Gunsten. Der Fall wurde im Juni 1972 beigelegt, als Grades Firma ATV bekannt gab, dass „alle Differenzen zwischen ihnen einvernehmlich beigelegt wurden“ und dass das Paar einen neuen siebenjährigen Co-Publishing-Vertrag zwischen ATV und McCartney Music unterzeichnet hatte. McCartney stimmte auch zu, an einer Fernsehsendung mit dem Titel James Paul McCartney teilzunehmen. Sie wurde 1973 ausgestrahlt und zeigte McCartney und Wings, die eine Auswahl alter und neuer Songs sangen.

## Thrillington
Kurz nach der Veröffentlichung von Ram beauftragte Paul McCartney den Arrangeur Richard Anthony Hewson damit, eine orchestrale Fassung des Albums zu verfassen und diese aufzunehmen. Das fertige Album erschien allerdings erst am 29. April 1977 in Großbritannien (16. Mai 1977 in den USA) unter dem Titel Thrillington.
Am 22. April 1977 wurde die Single Uncle Albert/Admiral Halsey / Eat at Home in Großbritannien veröffentlicht, die sich nicht in den Charts platzieren konnte.